# フランチェスコ・コロンネーゼ
フランチェスコ・コロンネーゼ（イタリア語: Francesco Colonnese、1971年8月26日 - ）は、イタリア出身の元サッカー選手、サッカー指導者。ポジションはDF。

## クラブ
プロとしてはASCポゼンツァでデビューし、同チームに1989年から1991年にかけて在籍した。その後、ASギアッレ・カルチョクレモネーゼへと移籍し、クレモネーゼでは66試合に出場した。
1994-1995シーズンでは守備力の強化を目的とするASローマへと移籍したが、監督のカルロ・マッツォーネに失望され、僅か5試合の出場に止まった。翌年にはSSCナポリにレンタル移籍をし、ここで2年間、1997-1998シーズンまでを過ごした。その後、UEFAカップ1997-98で優勝を果たしたインテルナツィオナーレ・ミラノに移籍した。
2000年から2004年にかけてはSSラツィオで活躍。その後、ACシエナに移籍し、2006年に引退した。

## 代表
代表としては1993年から1994年にかけてU-21代表で活躍した。1993年の地中海競技大会にも出場し、同国は4位を獲得している。